# Контрадада Манферара-Пискаторе (Матера)
Контрадада Манферара-Пискаторе (итал. Contradada Manferrara-Piscatore(Zona Paip)) је насеље у Италији у округу Матера, региону Базиликата.
Према процени из 2011. у насељу је живело 7 становника. Насеље се налази на надморској висини од 471 м.